# Айл-Харбор (тауншип, Миннесота)
Айл-Харбор (англ. Isle Harbor) — тауншип в округе Мил-Лакс, Миннесота, США. На 2000 год его население составило 590 человек.

## География
По данным Бюро переписи населения США площадь тауншипа составляет 83,3 км², из которых 70,2 км² занимает суша, а 13,1 км² — вода (15,68 %).

## Демография
По данным переписи населения 2000 года здесь находились 590 человек, 240 домохозяйств и 169 семей. Плотность населения — 8,4 чел./км². На территории тауншипа расположено 382 постройки со средней плотностью 5,4 построек на один квадратный километр. Расовый состав населения: 96,95 % белых, 0,17 % афроамериканцев, 2,71 % коренных американцев и 0,17 % приходится на две или более других рас. Испанцы или латиноамериканцы любой расы составляли 0,68 % от популяции тауншипа.
Из 240 домохозяйств в 27,1 % воспитывались дети до 18 лет, в 62,9 % проживали супружеские пары, в 4,6 % проживали незамужние женщины и в 29,2 % домохозяйств проживали несемейные люди. 22,9 % домохозяйств состояли из одного человека, при том 10,0 % из — одиноких пожилых людей старше 65 лет. Средний размер домохозяйства — 2,45, а семьи — 2,84 человека.
23,1 % населения — младше 18 лет, 5,4 % — в возрасте от 18 до 24 лет, 25,3 % — от 25 до 44, 29,5 % — от 45 до 64, и 16,8 % — старше 65 лет. Средний возраст — 43 года. На каждые 100 женщин приходилось 98,0 мужчин. На каждые 100 женщин старше 18 приходилось 101,8 мужчин.
Средний годовой доход домохозяйства составлял 40 556 долларов, а средний годовой доход семьи — 48 333 доллара. Средний доход мужчин — 34 688 долларов, в то время как у женщин — 19 167. Доход на душу населения составил 17 493 доллара. За чертой бедности находились 3,2 % семей и 3,9 % всего населения тауншипа, из которых 1,1 % младше 18 и 7,5 % старше 65 лет.